# Hipposideros halophyllus
Hipposideros halophyllus är en fladdermusart som beskrevs av Hill och Songsakdi Yenbutra 1984. Hipposideros halophyllus ingår i släktet Hipposideros och familjen rundbladnäsor. IUCN kategoriserar arten globalt som starkt hotad. Inga underarter finns listade i Catalogue of Life.
Arten förekommer med två från varandra skilda populationer i Thailand. Den lever där i skogar. Individerna vilar i kalkstensgrottor med smala ingångar som ligger i en sänka under markytan. Födan söks i ett område kring viloplatsen som har en radie av cirka 2 km.